# Serapias vomeracea
Serapias vomeracea är en orkidéart som först beskrevs av Nicolaas Laurens Nicolaus Laurent Burman, och fick sitt nu gällande namn av John Isaac Briquet. Serapias vomeracea ingår i släktet Serapias och familjen orkidéer. Inga underarter finns listade i Catalogue of Life.

## Bildgalleri

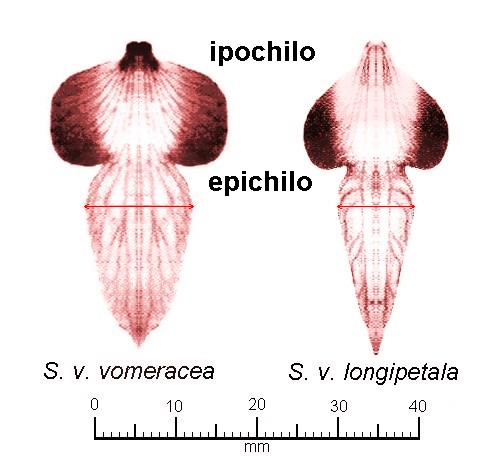
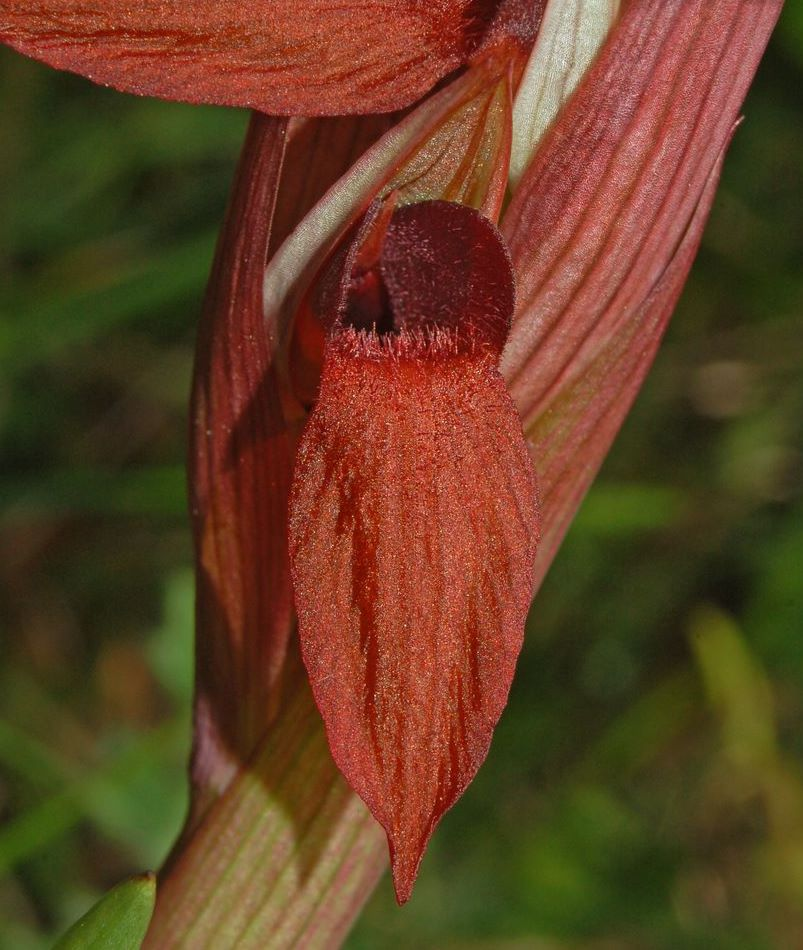
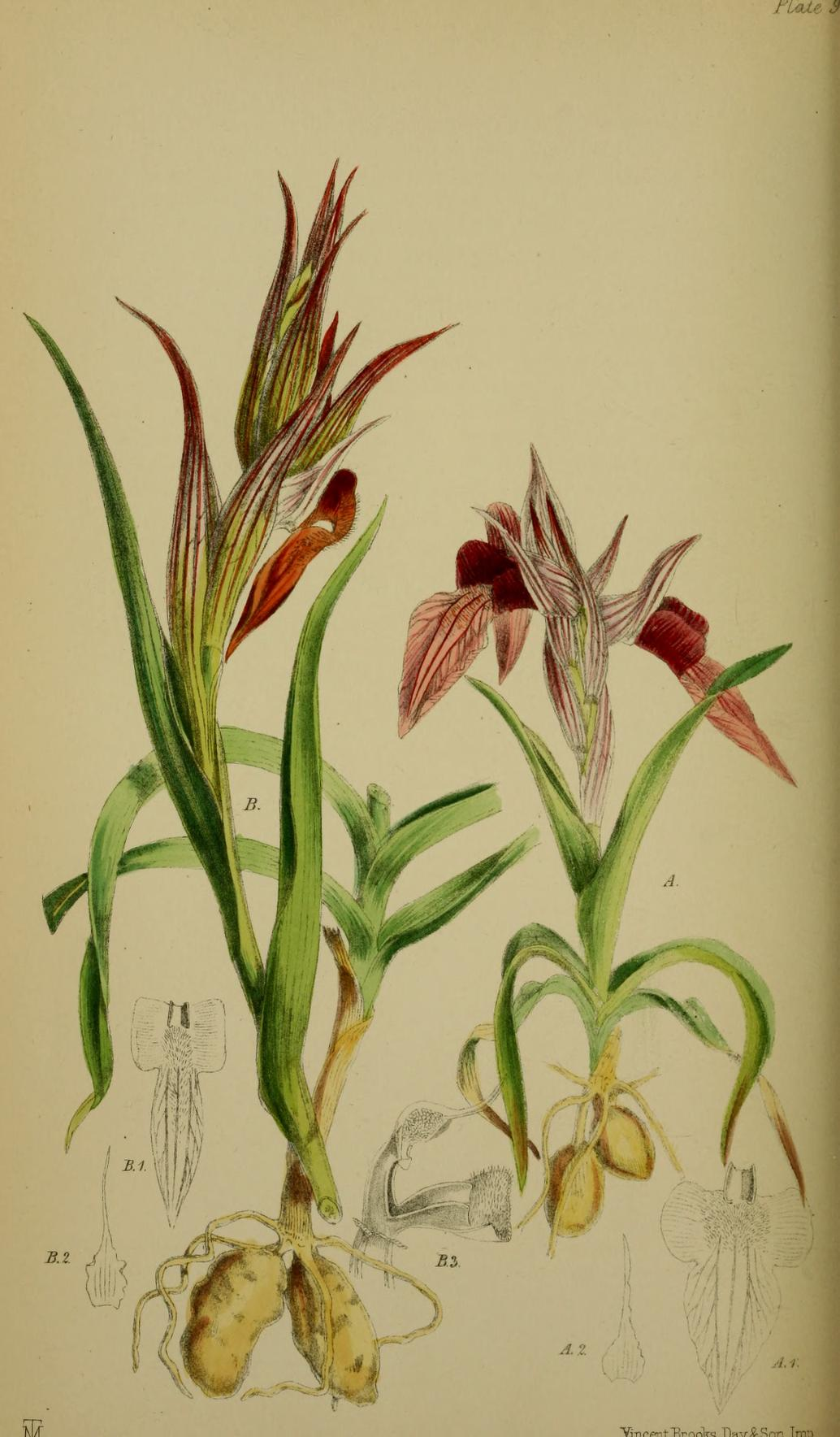
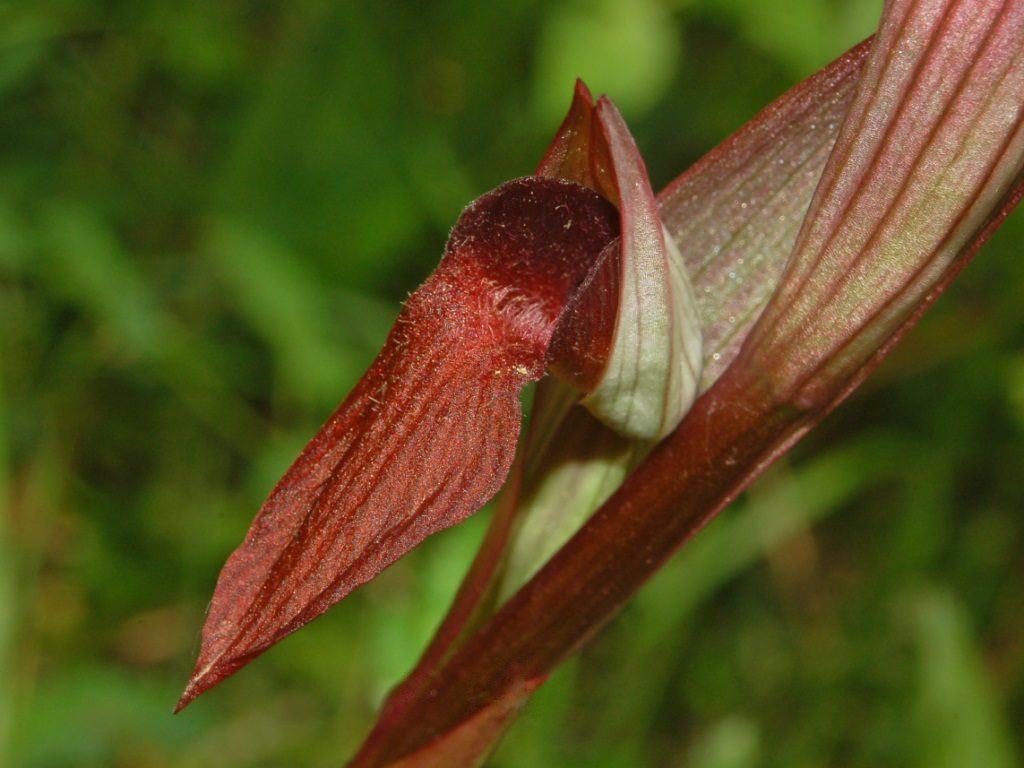
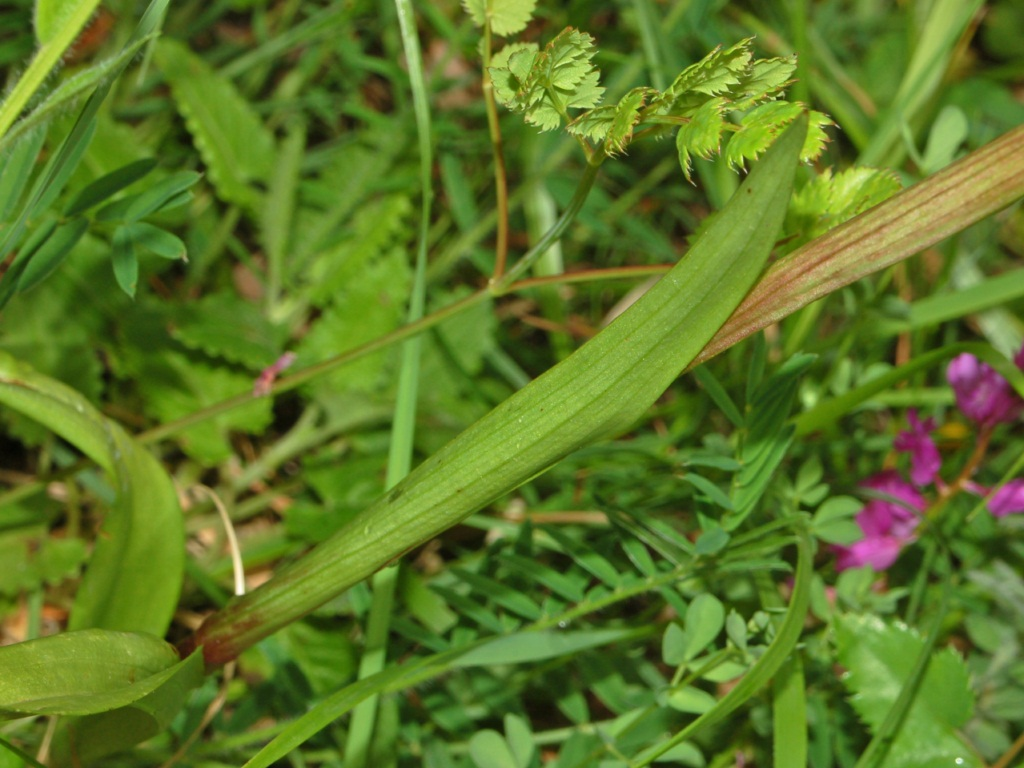
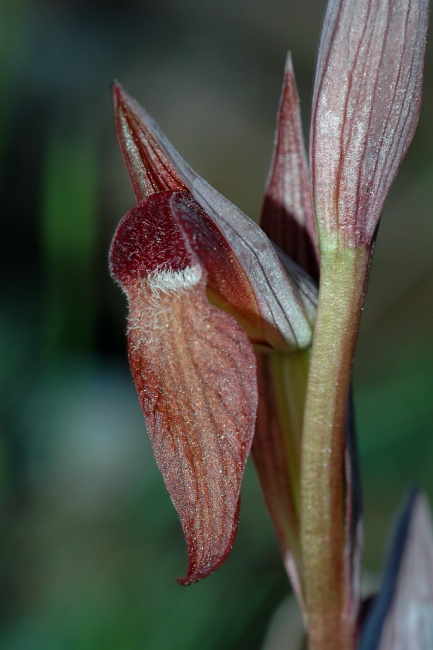